# Черезето
Черезето (італ. Cereseto, п'єм. Ciarzin) — муніципалітет в Італії, у регіоні П'ємонт,  провінція Алессандрія.
Черезето розташоване на відстані близько 490 км на північний захід від Рима, 50 км на схід від Турина, 31 км на північний захід від Алессандрії.
Населення — 440 осіб (2014).
Щорічний фестиваль відбувається 16 серпня. 

## Демографія
Населення за роками:

Станом на 1 січня 2023 року в муніципалітеті офіційно проживало 17 іноземців з 6 країн, серед них 9 громадян країн Євросоюзу.

## Сусідні муніципалітети
- Монкальво
- Оттільйо
- Оццано-Монферрато
- Понтестура
- Понцано-Монферрато
- Сала-Монферрато
- Серралунга-ді-Креа
- Тревілле